# خانه باغبان
خانه باغبان مربوط به دوره قاجار است و در دزفول، محله بازار واقع شده و این اثر در تاریخ ۱۷ اسفند ۱۳۸۱ با شمارهٔ ثبت ۷۵۷۳ به‌عنوان یکی از آثار ملی ایران به ثبت رسیده است.